# Conclave de 1417
Le conclave de 1417 ou conclave du concile de Constance se déroule à Constance (Allemagne), au cours du concile de Constance. Pour permettre la fin du grand Schisme d'Occident, le pape Grégoire XII renonce à son pontificat le 4 juillet 1415. Ce conclave aboutit à l'élection du cardinal Oddone Colonna qui prend le nom pontifical de Martin V. Cette élection se déroule durant la papauté d'Avignon : Benoît XIII porte également le titre de pape depuis le 28 septembre 1394. Au cours du pontificat de Martin V, la veille de sa mort, Benoît XIII désigne comme successeur Bernard Garnier qui prend le nom de Benoît XIV mais en l'absence de ce dernier, les cardinaux de Benoît XIII se réunissent en conclave et élisent en 1424 Clément VIII.